# Cicha Woda (dopływ Zakopianki)
Cicha Woda – rzeka, dopływ Zakopianki, uznawana za górny bieg Białego Dunajca. Wypływa na wysokości około 960 m po wschodniej stronie Nędzowskiego Działu, oddzielającego zlewnię Czarnego Dunajca od zlewni Białego Dunajca. Źródła te znajdują się w dolnej części północnych stoków Hrubego Regla i na Groniku. Pierwszym dopływem Cichej Wody jest lewostronny Butorowski Potok, potem prawostronny Małołącki Potok. Około 100 m na wschód od ujścia Butorowskiego Potoku, napotykając strome, fliszowe stoki Butorowskiego Wierchu, podcina je, tworząc w nich niemal pionową ścianę o wysokości 15 m. Odbijając się od niej, zmienia kierunek o 90°. Koryto Cichej Wody ma tutaj szerokość do 4 m, a w jego dnie występują wychodnie łupków fliszowych.
Poczynając od ujścia lewostronnego Blachowskiego Potoku, Cicha Woda tworzy łagodne meandry, na zakolach podcinając brzegi i przyjmując trzy niewielkie dopływy. Po przyjęciu niewielkiego prawostronnego Krzeptowskiego Potoku zmienia kierunek na północno-zachodni. Niżej przyjmuje jeszcze trzy dopływy: lewostronny Szymoszków Potok i dwa prawostronne – Potok zza Bramki i Młynkowiec. Niżej do Cichej Wody uchodzi jeszcze jeden niewielki potok, w opracowaniu Hydrologia Tatr Zachodnich nazwany Pająkowskim Potokiem, a za jego ujściem koryto rozszerza się do 6–7 m. Na jego dnie i brzegach pojawiają się kamieniste łachy. Dalej uchodzą jeszcze trzy niewielkie potoki (w opracowaniu Hydrologia Tatr Zachodnich nazwane Choćkowskim Potokiem, Walowym Potokiem i Myszkowcem) i jeden duży – Młyniska.
Od ujścia potoku Młyniska Cicha Woda zmienia nazwę na Zakopiankę. Takie jest aktualne ujęcie według Wykazu wód płynących Polski. Dawniej jednak przyjmowano, że następuje to dopiero od ujścia Bystrej.
Cicha Woda płynie dnem Rowu Podtatrzańskiego, jej zlewnia obejmuje jednak nie tylko dno tego rowu, ale także Tatry Zachodnie i Pogórze Gubałowskie. Nazwa potoku pochodzi od tego, że płynie cicho w porównaniu z Bystrą, z którą się zlewa i która również płynie w obrębie Zakopanego. Czasami nazywana jest również Cichą Wodą Zakopiańską.